# Социо-афективно образовање
Социо-афективно образовање се заснива на идеји да се подучавање ослања на социјалне и међуљудске односе, базиране на поштовању, како би се спречили проблеми у односима (као што су сукоби у учионици или школи), као и да се унапреди слога међу становницима промовисањем толеранције и различитости. Социо-афективно образовање је уско повезано са емоционалним образовањем. 
Овај тип образовања је неопходан због свих предности које има на психолошком (биолошки фактори који доприносе појачању осећаја благостања, самопоуздања, помажу при решавању проблема, повећавају когнитивни капацитет, итд. Ови аспекти успоравају когнитивно старење), педагошком (емоције захтевају да буду идентификоване, асимиловане и да се њима управља да би се развили квалитетни социо-афективни односи који фаворизују круг образовања, промовишући разумевање емоција страних појединцу) и социјалном нивоу (појединац постаје свестан постојања у социјалном свету у коме се може учествовати, након вежбе самоспознаје). Ове везе засноване на удобности последично обезбеђују миран и инклузиван суживот.
Образовање засновано на социо-афективним односима има за циљ побољшавање социо-емоционалних способности, с циљем да гарантује добру комуникацију са другим људима, и повећање квалитетних особина грађана, захваљујући компромису и активном учешћу грађана, које потиче од образовања које подстиче решавање сукоба.